# クラズユニック
クラズユニックは、学校法人新学舎が運営する北海道札幌市にある予備校である。

## 沿革

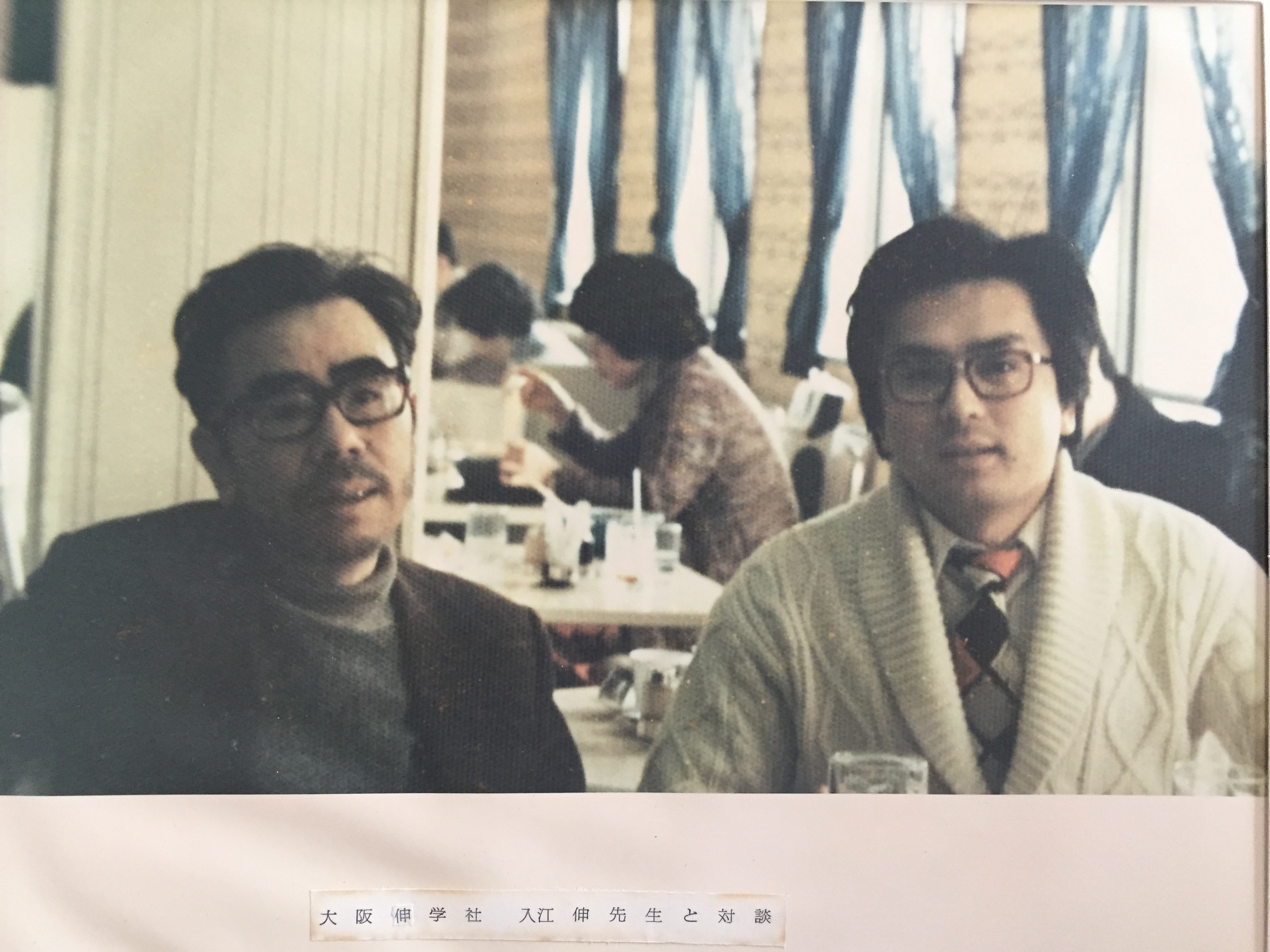
＜入江伸と福島新四郎＞

1977年2月小中高生を対象にした個人塾「新学舎」を札幌市北区新琴似に創業。創業者である福島新四郎は大阪の伸学社（入江塾）塾頭の入江伸と親交が深く、呼称及び指導理念を継承すると共に、開塾当初の3年間（1977年〜1979年）は、入江塾恒例の受験ツアーに北海道合宿が追加され、新学舎を教場として合同指導が行われた。開塾時塾生7名から始め、1985年より指導対象を大学受験・浪人生へ拡大するとともに、札幌市麻生に麻生校を開校。校名を「大学受験予備校クラズユニック」に変更した。「クラズユニック」の由来は、フランス語でユニーク（独特な、類のない、独自の）なクラス（学級）という意味である。1991年に東進衛星予備校FC事業に参加（北海道加盟校第１号）。1996年、大学進学研究会に加盟。1999年に新琴似校を売却し麻生校を本校とした。2004年に北海道より正式に学校法人の認可を受け、学校法人新学舎「大学受験予備校クラズユニック」と呼称変更した。2006年、札幌円山入試研究所を吸収合併し、クラズユニック円山校（高校生・浪人生）及びクラズユニック円山入試研究所（中学受験生・中高一貫校生）を開校。2014年、札幌駅前プラザ「入試情報センター」を開設。2017年、札幌駅前プラザに「札幌駅前校」を開校。現在、札幌市内に3校舎あり、大学受験本科のほか、小学生・中学生・高校生を指導対象とし、「現・浪予備校」として運営されている。
- 1977年　札幌市北区新琴似にて個人塾「新学舎」として創業
- 1981年　札幌市北区新琴似3条12丁目に新学舎教場を新築
- 1985年　会社組織に変更し、麻生に移転し、「クラズユニック」に名称変更
- 1985年　新学舎教場を全寮制宿舎「受験村」とする
- 1999年　新琴似校を売却
- 2004年　学校法人に組織変更する
- 2006年　円山校・クラズユニック札幌円山入試研究所を開校
- 2011年　 麻生本校別館落成（自習棟）、男子麻生寮開設（男子寮２棟、女子寮２棟完成）
- 2012年　麻生本校にリフレッシュ室　造作（トレーニングルーム・茶室）[4]

- 2013年　札幌駅北口と麻生本校間に無料シャトルバス運行開始
- 2014年　札幌駅前プラザ開校（入試情報センター）
- 2015年　麻生本校に図書館落成（麻生本校に講義棟・自習棟図書館の３棟完成）
- 2017年　札幌駅前校開校[1]
- 2018年　札幌円山入試研究所を閉鎖し、クラズユニック円山校に統合
- 2019年　あさぶハート・内科クリニック（関連クリニック）開院
- 2023年　麻生本校隣接地にあさぶハート・心リハクリニック、メディカルフィットネス開院、麻生本校校舎内に茶室完成

## 概要
麻生本校・札幌駅前校で講義形式と1対1の個人指導、円山校では完全個人指導の授業形態をとっている。対人アナログ的な指導をベースに、教材のデジタル化を推進しており、東進衛星授業、四谷大塚、ブロードバンド予備校、新中学問題集デジタル版、eトレなどのデジタル教材を採用している。

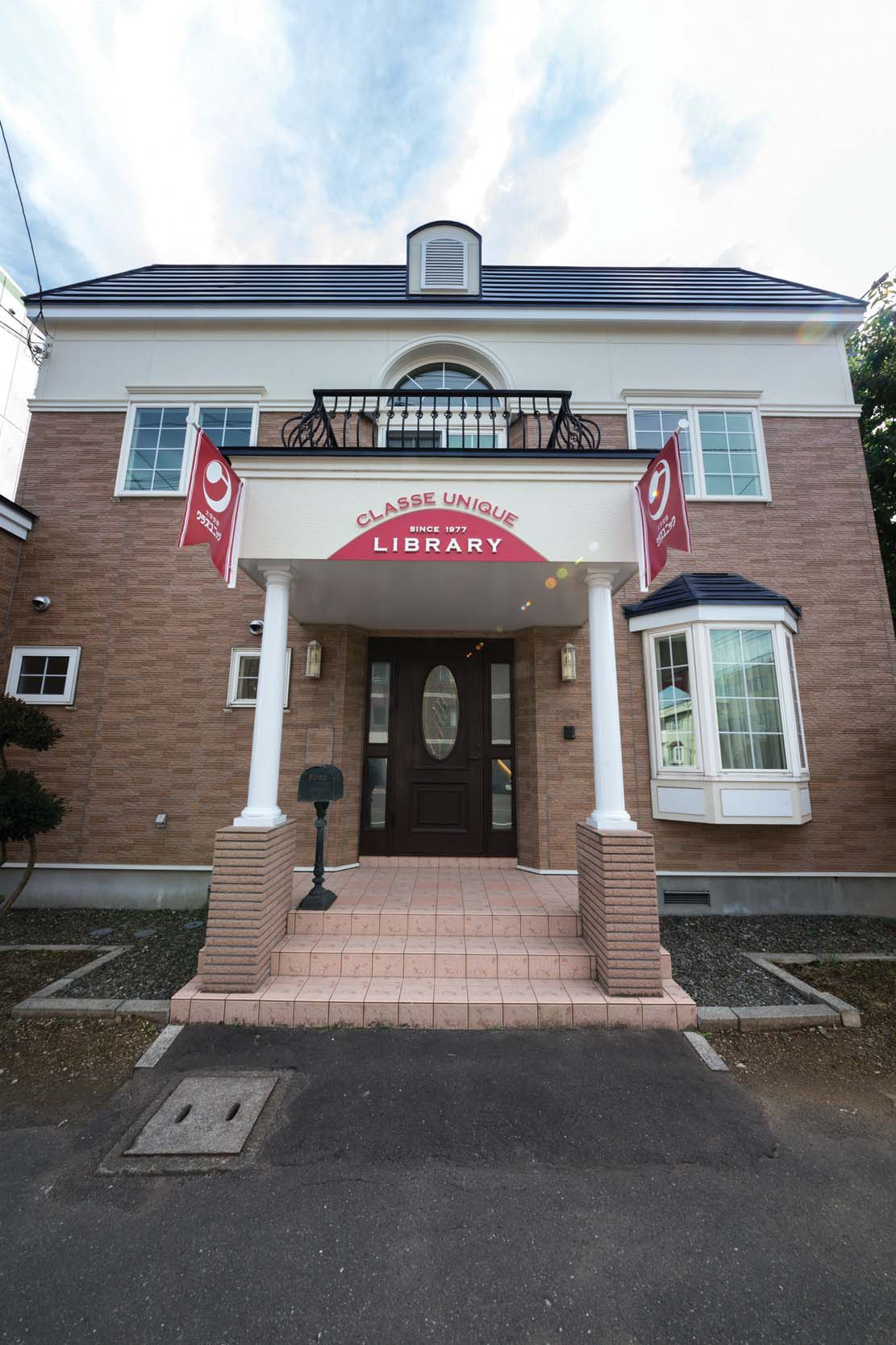
＜麻生本校　図書館＞

　長時間学習できる環境（「受験留学」）の構築を提唱しており、少人数制指導の他、積極的なストレスコントロールとして運動と茶席・瞑想を推奨している。2012年より麻生本校の増改築を開始し、講義棟の他、自習棟・図書館の2棟が増築され、教室・自習室のほかに茶室・トレーニング室を設置していたが、2022年に自習棟、図書館を医療法人新楓和会に売却し閉鎖した。翌2023年に同法人があさぶハート・心リハクリニック及びメディカルフィットネスを開設し、より本格的な運動の提供を開始した。また、同時に麻生本校に茶室を設置し、継続的な呈茶・瞑想の提供を開始し、小学生含む全年齢層を対象とした文化教室としての茶道教室も開始した。
　一方で、生徒の日常的な健康管理を目的として2012年より麻生本校に保健室が設置され、看護師を非常勤務としていたが、2017年より、学校医
を配置。2019年よりあさぶハート・内科クリニックを関連医療機関として、インフルエンザワクチンの定期接種や発熱対応などを行っている。

### 経営主体
学校法人 新学舎

### 麻生本校
- 所在地：〒001-0037札幌市北区北37条西3丁目3-15
- 最寄り駅：札幌市営地下鉄南北線麻生駅より徒歩7分

### 円山校
- 所在地：〒064-0820札幌市中央区大通西23丁目1番1号 円山公園ビル2F　　　　　＜円山校＞

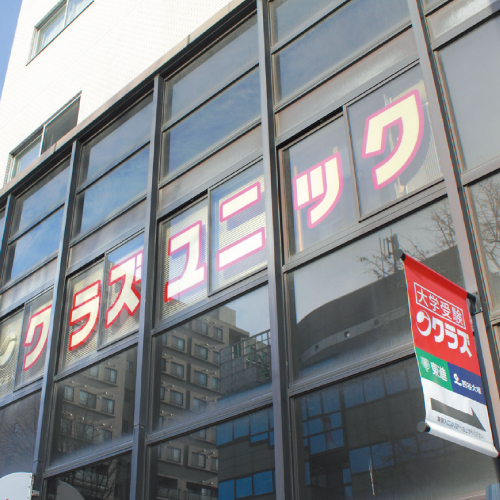
＜円山校＞

- 最寄り駅：札幌市営地下鉄東西線円山公園駅より徒歩7分

### 札幌駅前校
- 所在地：〒060-0807札幌市北区北7条西4丁目1-1 東カン札幌駅前ビル4F　　　　＜札幌駅前校＞

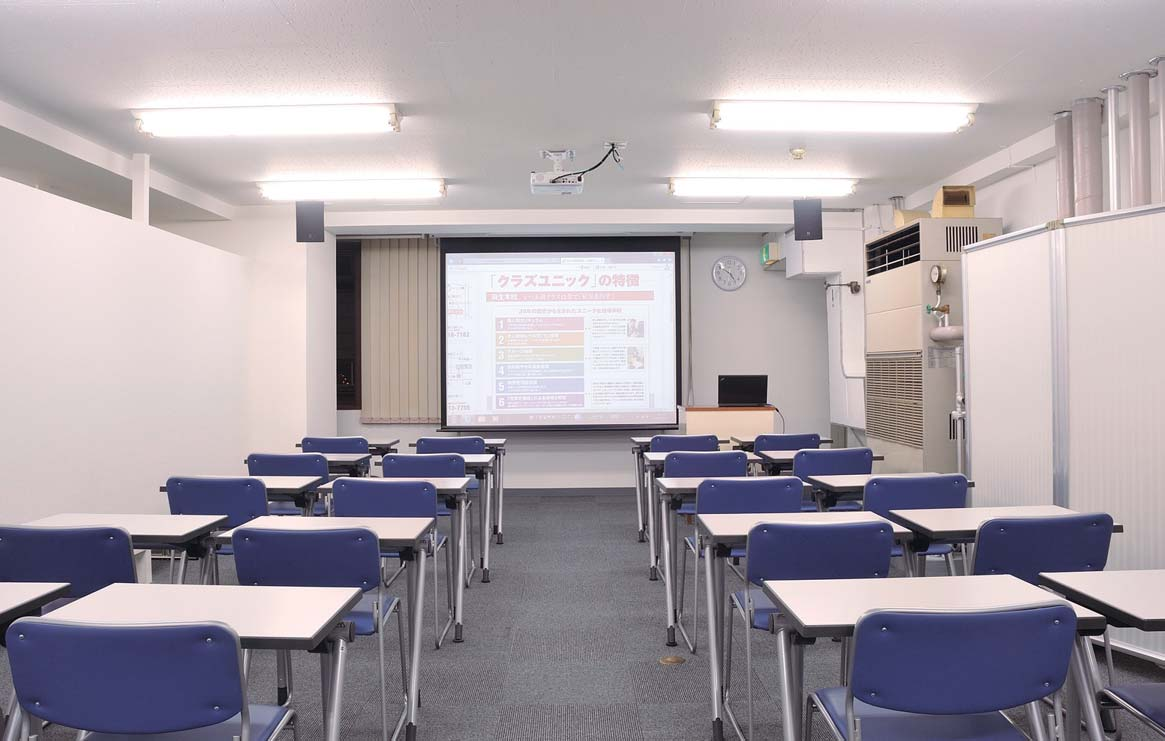
＜札幌駅前校＞

- 最寄り駅：札幌駅北口より徒歩1分